# Viktoria Schnaderbeck
Viktoria Schnaderbeck (Graz, 4 de gener de 1991) és una futbolista austríaca que tingué com últim equip l'Arsenal de la FA WSL. És la capitana de la selecció austríaca. Anteriorment va jugar amb el FC Bayern de Múnic a la Frauen-Bundesliga d'Alemanya, LUV Graz a l'ÖFB-Frauenliga d'Àustria i, més recentment, a la FA WSL amb el Tottenham Hotspur, cedida per l'Arsenal.

## Biografia
Schnaderbeck va estar al FC Bayern de Múnic des del 2010, guanyant la lliga les temporades 2014-15 i 2015-16. Va fer 5 aparicions a la UEFA Women's Champions League les temporades 2015-16 i 2016-17. El 18 d'abril de 2016, Schnaderbeck va ampliar el seu contracte fins al 2018. Després d'esgotar el seu contracte amb l'equip alemany, va fitxar per l'Arsenal el maig del 2018. El gener de 2022, es va anunciar que Schnaderbeck s'havia unit al Tottenham Hotspur en préstec per a la resta de la temporada 2021-22.

## Vida personal
El seu cosí Sebastian Prödl va ser futbolista i jugava de central. Té una xicota de Noruega que es va traslladar a Londres.